# 科密乌斯
科密乌斯（英语：Commius / Commios / Comius / Comnios）是一个贝尔盖人国家阿特雷巴特的王，他最初生活在高卢，公元前1世纪50年代左右去了不列颠。